# Centro de Investigaciones en Química Biológica de Córdoba
El Centro de Investigaciones en Química Biológica de Córdoba (CIQUIBIC) es un instituto de investigación dependiente del Consejo Nacional de Investigaciones Científicas y Técnicas ubicado en la Facultad de Ciencias Químicas de la Universidad Nacional de Córdoba, sobre las bases del Departamento de Química Biológica. En él se desarrollan trabajos de investigación en las siguientes áreas: 
- Química Biológica
- Química Biológica Patológica
- Biología Vegetal, Microbiología y Biotecnología
- Biofísica
- Biología Celular y Neurobiología